# Вортманнин
Вортманнин (англ. wortmannin) — химическое соединение биологического происхождения, фураностероидный метаболит грибка Penicillium funiculosum. Антигрибковый препарат, специфический ингибитор клеточных фосфоинозитид-3-киназ.

## В клеточной биологии
Вортманнин является специфическим ковалентным ингибитором фосфоинозитид-3-киназ и широко применяется в клеточной биологии. Ингибирует все три класса фосфоинозитид-3-киназ (класс 1, 2 и 3) с IC50 около 5 нМ. При более высоких концентрациях ингибирует также некоторые другие PI3K-подобные ферменты, такие как mTOR, DNA-PK, фосфоинозитид-4-киназы, MLCK and MAPK. ,
Вортманнин также ингибирует ферменты из семейства поло-подобных киназ. . В клеточной культуре вортманнин крайне неустойчив, время его полужизни составляет около 10 мин благодаря наличию реактивного углерода C20, ответственного за ингибирование фосфоинозитид-3-киназ. 
Используется в клеточной биологии как ингибитор рецептор-опосредованного эндоцитоза.